# Альберто Террі
Альберто Террі Аріас-Шрайбер (ісп. Alberto Terry Arias-Schreiber, 16 травня 1929, Ліма, Перу — 7 лютого 2006, Ліма) — перуанський футболіст, який грав на позиції півзахисника. Відомий за виступами в клубах «Спортінг Крістал» та «Універсітаріо де Депортес», а також у складі збірної Перу, у складі якої грав на 5 чемпіонатах Південної Америки. Після закінчення виступів на футбольних полях — футбольний тренер, тренував команду «Спортінг Крістал».

## Клубна кар'єра
Альберто Террі розпочав виступи на футбольних полях у складі клубу «Універсітаріо де Депортес» у 1947 році, де швидко став одним із основних гравців атакувальної ланки команди. У 1949 році у складі команди футболіст став чемпіоном Перу. а в 1950 році кращим бомбардиром чемпіонату країни. У 1960 році Террі перейшов до складу клубу «Спортінг Крістал», у якому також залишався гравцем основи, та в 1961 році здобув другий титул чемпіона країни, після чого завершив виступи на футбольних полях.

## Виступи за збірну
У 1953 році Альберто Террі дебютував у складі національної збірної Перу. У складі збірної футболіст брав участь у 5 чемпіонатах Південної Америки: 1953 року, 1955 року, 1956 року, 1956 року, і 1959 року в Аргентині. Після 1959 року до складу збірної не залучався. Загалом провів у складі збірної 25 матчів, у яких відзначився 11 забитими м'ячами.

## Тренерська кар'єра
У 1964—1966 роках Альберто Террі очолював як головний тренер свій колишній клуб «Спортінг Крістал».

## Титули і досягнення
- Чемпіон Перу (2): 1949, 1961